# Piratpartiet (Norge)
Innovasjon- og teknologipartiet (ITP), tidigare Piratpartiet är ett norskt politiskt parti som formellt grundades den 16 december 2012. Partiet blev godkänt i landets partiregister den 24 januari 2013 och ställde upp i Stortingvalet 2013 med kampen mot datalagringsdirektivet som en av huvudorsakerna. Grundprinciper för partiet är full öppenhet i statsförvaltning, integritet på internet, och mera och bättre användning av IT och teknologi till syfte att förbättra demokratin. I Stortingsvalet 2013 blev partiet det 12:e största, med 9869 röster, 0,3% av det totala antalet röster i Norge.
Den 11 mars 2023 beslutade landsmötet att byta namn på partiet till Innovasjon- og teknologipartiet.

## Lista över partiledare
- Svein Mork Dahl (2019 - )
- Thomas Gramstad (2017 - 2019)
- Tale Haukbjørk Østrådal (2015 - 2017)
- Øystein Bruås Jakobsen (2013 - 2015)
- Geir Aaslid (2012 - 2013)